# Punk-O-Rama Vol. 3
Punk-O-Rama Vol. 3  è il terzo numero della raccolta omonima.
Questa pubblicazione contiene due inediti, We Threw Gasoline on the Fire and Now We Have Stumps for Arms and No Eyebrows dei NOFX e Wake Up dei Pennywise. La canzone dei NOFX è stata poi inclusa anche nella raccolta di rarità 45 or 46 Songs That Weren't Good Enough to Go on Our Other Records.
Ha venduto più di 300 000 copie negli Stati Uniti, diventando l'edizione di maggior successo della raccolta almeno fino al 2003.

## Tracce
1. We Threw Gasoline on the Fire and Now We Have Stumps for Arms and No Eyebrows (NOFX)
2. Everybodies Girl (Dwarves)
3. World's on Heroin (ALL)
4. Say Anything (Bouncing Souls)
5. Delinquent Song (Voodoo Glow Skulls)
6. Everready (H2O)
7. Greed Motivates (Straight Faced)
8. Telepath Boy (Zeke)
9. Never Connected (Union 13)
10. Gotta Go (Agnostic Front)
11. Defiled (New Bomb Turks)
12. Haulass Hyena (The Cramps)
13. Rats in the Hallway (Rancid)
14. Steel-Toed Sneakers (The Humpers)
15. Bad Seed (Wayne Kramer)
16. Rotten Egg (Gas Huffer )
17. Poison Steak (Red Aunts)
18. No Equalizer (Down by Law)
19. Alright (Osker)
20. A.D.D. (Ten Foot Pole )
21. 7 Years (Undeclinable Ambuscade)
22. You (Bad Religion)
23. Nailed to the Floor (I Against I)
24. 3 Times 7 (Looking Up)
25. Time's Up (Burning Heads)
26. If (Pulley)
27. Wake Up (Pennywise)